# Cuerdas
Cuerdas é uma curta-metragem de animação de Espanha que foi escrito e dirigido por Pedro Solís García em 2013. Recebeu o Prêmio Goya de melhor curta-metragem de animação em 2014. A curta-metragem conta a história de uma menina chamada María que se tornou amiga de um menino chamado Nicolás que tem paralisia cerebral. Essa menina brincou com ele todos os dias com ajuda das cordas. Infelizmente, o Nicolás acabou falecendo, e anos depois, a garota virou professora da escola que ela costumava estudar, mas continuou usando a corda em seu pulso, para assim ela nunca esquecer de seu amigo.